# Beethovens kompositioner
Dette er en liste over Ludwig van Beethovens værker, efter genre.

## Symfonier
- Opus 21: 1. Symfoni i C-dur (1800)
- Opus 36: 2. Symfoni i D-dur (1803)
- Opus 55: 3. Symfoni i Es-dur, Eroica (1805)
- Opus 60: 4. Symfoni i B-dur (1807)
- Opus 67: 5. Symfoni i c-mol, Skæbnesymfonien (1808)
- Opus 68: 6. Symfoni i F-dur, Pastorale (1808)
- Opus 92: 7. Symfoni i A-dur (1813)
- Opus 93: 8. Symfoni i F-dur (1814)
- Opus 125: 9. Symfoni i d-mol (1824)
- Uden opusnummer: 10. Symfoni i Es-dur (1990)

## Koncerter
- Opus 37: Klaverkoncert nr. 3 i c-mol (1803)
- Opus 58: Klaverkoncert nr. 4 i G-dur (1807)
- Opus 61: Koncert for Violin og Orkester i D-dur (1808)
- Opus 73: Klaverkoncert nr. 5 i Es-dur, Kejserkoncerten (1809)

## Strygekvartetter
- Opus 18: Seks strygekvartetter (1800)
  - Strygekvartet nr. 1 i F-dur
  - Strygekvartet nr. 2 i G-dur
  - Strygekvartet nr. 3 i D-dur
  - Strygekvartet nr. 4 i c-mol
  - Strygekvartet nr. 5 i A-dur
  - Strygekvartet nr. 6 i B-dur
- Opus 59: De tre Rasumovsky-strygekvarteter (1806)
  - Strygekvartet nr. 7 i F-dur, opus 59, nr. 1
  - Strygekvartet nr. 8 i F dur, opus 59, nr. 2
  - Strygekvartet nr. 9 i F dur, opus 59, nr. 3
- Harpe- og Serioso- Strygekvartetter
  - Opus 74: Strygekvartet nr. 10 i Es-dur, Harpe (1809)
  - Opus 95: Strygekvartet nr. 11 i f-mol, Serioso (1810)
- De sene strygekvartetter, inklusive Große Fuge:
  - Opus 127: Strygekvartet nr. 12 i Es-dur (1825)
  - Opus 130: Strygekvartet nr. 13 i B-dur (1825)
  - Opus 131: Strygekvartet nr. 14 i cis-mol (1826)
  - Opus 132: Strygekvartet nr. 15 i a-mol (1825)
  - Opus 133: Große Fuge i B-dur for strygekvartet (1826)
  - Opus 135: Strygekvartet nr. 16 i F-dur (1826)

## Klavertrioer
- Opus 1: Tre klavertrioer (1795)
- Opus 70: To klavertrioer (1808)
- Opus 97: Klavertrio nr. 7 i B-dur, Ærkehertugen (1811)

## Duetter – soloinstrument og klaver

### Violinsonater
- Opus 24: Violinsonate nr. 5 i F-dur, Forårssonaten (1801)
- Opus 30, nr. 3: Violinsonate nr. 8 i G-dur (1803)
- Opus 47: Violinsonate nr. 9 i A-dur, Kreutzer (1802)

### Cellosonater
- Opus 102: To cellosonater (1815)

## Soloklaver

### Klaversonater
- Opus 13: Klaversonate nr. 8 i c-mol, Pathetique (1799)
- Opus 27, nr. 2: Klaversonate nr. 14 i cis-mol, Måneskinssonaten (1801)
- Opus 53: Klaversonate nr. 21 i C-dur, Waldstein (1803)
  - WoO 57: Andante Favori – Oprindelig midtersatsen fra Klaversonate nr. 21, Waldstein (1805)
- Opus 57: Klaversonate nr. 23 i f-mol, Appassionata (1805)
- Opus 106: Klaversonate nr. 29 i B-dur, Hammerklavier (1818)
- Opus 111: Klaversonate nr. 32 i c-mol (1822)
- Opus 120: 33 variationer i C-dur for klaver over en vals af Diabelli (Diabelli-variationerne) (1823)

### Bagateller
- WoO 59: Für Elise – Bagatel i a-mol for soloklaver (1808)
- Opus 126: Seks bagateller for klaver (1824)

## Vokalmusik

### Operaog anden scenemusik
- Opus 72c: Fidelio (1814)
- Opus 84: Egmont (ouverture og ledsagemusik) (1810)

### Anden vokalmusik
- Opus 46: Adelaide – sang (1794-1795)
- Opus 85: Christus am Ölberge (1803)
- Opus 123: Messe i D-dur (Missa Solemnis) (1822)

### Ufuldendte værker
- Uden opusnummer: Klaverkoncert nr. 6 (1815)
- Uden opusnummer: 10. Symfoni i Es-dur (1990)

## Beethovens arbejder i nummerorden (Opus- og WoO-nummerering)
Beethovens værker katalogiseres normalt efter fire systemer:
1. Ordnet efter opusnummer. Opusnumrene blev tildelt af Beethovens forlæggere og følger den orden, i hvilken hans arbejder blev offentliggjort, frem for i hvilken rækkefølge de blev skrevet. Derfor har for eksempel blæseoktetten fra 1792 opus 103, selv om opus 102 og opus 104 blev komponeret i henholdsvis 1815 og 1817. Alt til og med opus 135 blev udgivet i Beethovens levetid; alle senere opusnumre blev udgivet efter hans død.
2. Ordnet efter WoO (Werke ohne Opuszahl – værker uden opusnummer). Disse blev registreret af Georg Kinsky og Hans Halm (der tog over fra Kinsky efter dennes død) i deres 1955-fortegnelse over Beethovens arbejder.
3. Ordnet efter AnH-nummer – arbejder listet i appendikset (tysk: Anhang, derfor forstavelsen An) af Kinskys katalog som værende tvivlsomme. Visse af dem er senere blevet anerkendt som skrevet af Beethoven.
4. Ordnet efter Hess- (skrevet H-)nummer. Registreret af Willy Hess i en fortegnelse publiceret kort efter Kinskys, der medtager stykker, der ikke var inkluderet i the 19th century Complete Edition udgivet af Breitkopf & Härtel. Hess medtager flere fragmentariske arbejder end Kinsky. Mange stykker har både WoO- og H-numre – i disse tilfælde er WoO-numrene foretrukket frem for Hess' numre.

- - Der findes også en Biamoverti-fortegnelse, samlet af Giovanni Biamoverti og publiceret i 1968. Den kombinerer stykkerne med opusnummer og alle arbejderne fra Kinskys og Hess' fortegnelse med hidtil ikke-katalogiserede fragmenter for at lave en komplet kronologisk liste. Der bliver dog sjældent refereret til Biamovertis fortegnelse.

De fleste af Beethovens kendteste værker har opusnumre, men der er undtagelser, som Für Elise, WoO 59.

### Arbejder med opusnummerering
- Opus 1: Tre klavertrioer (1795)
  - Klavertrio nr. 1 i Es-dur
  - Klavertrio nr. 2 i G-dur
  - Klavertrio nr. 3 i c-mol.
- Opus 2: Tre klaversonater (1796)
  - Klaversonate nr. 1 i f-mol
  - Klaversonate nr. 2 i A-dur
  - Klaversonate nr. 3 i C-dur.
- Opus 3: Strygetrio nr. 1 i Es-dur (1794)
- Opus 4: Strygekvintet i Es-dur (1795)
- Opus 5: To cellosonater (1796)
  - Sonate for klaver og cello nr. 1 i F-dur
  - Sonate for klaver og cello nr. 2 i g-mol.
- Opus 6: Klaversonate for fire hænder (1797)
- Opus 7: Klaversonate nr. 4 i Es-dur (1797)
- Opus 8: Serenade i D-dur for strygetrio (1797)
- Opus 9: Tre strygetrioer (1798)
  - Strygetrio nr. 2 i G-dur
  - Strygetrio nr. 3 i D-dur
  - Strygetrio nr. 4 i c-mol.
- Opus 10: Tre klaversonater (1798)
  - Klaversonate nr. 5 i c-mol
  - Klaversonate nr. 6 i F-dur
  - Klaversonate nr. 7 i D-dur
- Opus 11: Klavertrio nr. 4 i B-dur (1798)
- Opus 12: Tre violinsonater (1798)
  - Violinsonate nr. 1 i D-dur
  - Violinsonate nr. 2 i A-dur
  - Violinsonate nr. 3 i Es-dur
- Opus 13: Klaversonate nr. 8 i c-mol, Pathetique (1799)
- Opus 14: To klaversonater (1799)
  - Klaversonate nr. 9 i E-dur
  - Klaversonate nr. 10 i G-dur.
- Opus 15: Klaverkoncert nr. 1 i C-dur.
- Opus 16: Kvintet for klaver og træblæsere (1796)
- Opus 17: Hornsonate i F-dur (1800)
- Opus 18: Seks strygekvartetter (1800)
  - Strygekvartet nr. 1 i F-dur
  - Strygekvartet nr. 2 i G-dur
  - Strygekvartet nr. 3 i D-dur
  - Strygekvartet nr. 4 i c-mol
  - Strygekvartet nr. 5 i A-dur
  - Strygekvartet nr. 6 i B-dur
- Opus 19: Klaverkoncert nr. 2 i B-dur (1795)
- Opus 20: Septet i Es-dur (1799)
- Opus 21: Symfoni nr. 1 i C-dur (1800)
- Opus 22: Klaversonate nr. 11 i B-dur (1800)
- Opus 23: Violinsonate nr. 4 i a-mol (1801)
- Opus 24: Violinsonate nr. 5 i F-dur, Forår (1801)
- Opus 25: Serenade i D-dur for fløjte, violin og bratsch (1801)
- Opus 26: Klaversonate nr. 12 i As-dur (1801)
- Opus 27: To klaversonater (1801)
  - Klaversonate nr. 13 i Es-dur
  - Klaversonate nr. 14 i cis-mol, Måneskinssonaten
- Opus 28: Klaversonate nr. 15 i D-dur (1801)
- Opus 29: Strygekvintet i C-dur (1801)
- Opus 30: Tre violinsonater (1803)
  - Violinsonate nr. 6 i A-dur
  - Violinsonate nr. 7 i c-mol
  - Violinsonate nr. 8 i G-dur
- Opus 31: Tre klaversonater (1802)
  - Klaversonate nr. 16 i G-dur
  - Klaversonate nr. 17 i d-mol, Tempest
  - Klaversonate nr. 18 i Es-dur.
- Opus 32: An die Hoffnung (sang) (1805)
- Opus 33: Syv bagateller for klaver (1802)
- Opus 34: Seks variationer for klaver over et originalt tema, F-dur (1802)
- Opus 35: 15 variationer og en fuga for klaver over et originalt tema, Es-dur, Eroica (1802)
- Opus 36: Symfoni nr. 2 i D-dur (1803)
- Opus 37: Klaverkoncert nr. 3 i c-mol (1803)
- Opus 38: Klavertrio nr. 8 (arrangement af septetten, opus 20)) (1803)
- Opus 39: To præludier igennem alle 12 durtonearter for klaver (1789)
- Opus 40: Romance for violin i G-dur (1802)
- Opus 41: Serenade for klaver og fløjte eller violin i D-dur (1803)
- Opus 42: Nocturne for bratsch og klaver i D-dur (1803)
- Opus 43: Prometheus – ouverture og balletmusik (1801)
- Opus 44: Klavertrio nr. 10 (variationer over et originalt tema i Es-dur) (1792)
- Opus 45: Tre marcher for klaver, firhændig (1803)
- Opus 46: Adelaide (sang) (1795)
- Opus 47: Violinsonate nr. 9 i A-dur, Kreutzer (1802)
- Opus 48: Seks sange (1802):
  - 'Bitten'
  - 'Die Liebe des Nächsten'
  - 'Vom Tode'
  - 'Die Ehre Gottes aus der Natur'
  - 'Gottes Macht und Vorsehung, Bußlied'
  - 'Bußlied'
- Opus 49: To klaversonater (1792)
  - Klaversonate nr. 19 i g-mol
  - Klaversonate nr. 20 i G-dur
- Opus 50: Romance for violin i F-dur (1798)
- Opus 51: To rondoer for klaver (1797)
  - Rondo i C-dur
  - Rondo i G-dur
- Opus 52: Otte sange (1805):
  - 'Urians Reise um die Welt'
  - 'Feuerfab'
  - 'Das Liedchen von der Ruhe'
  - 'Maigesang'
  - 'Mollys Abschied'
  - 'Die Liebe'
  - 'Marmotte'
  - 'Das Blümchen Wunderhold'
- Opus 53: Klaversonate nr. 21 i C-dur, Waldstein (1803)
- Opus 54: Klaversonate nr. 22 i F-dur (1804)
- Opus 55: Symfoni nr. 3 i Es-dur, Eroica (1805)
- Opus 56: Tripelkoncert i C-dur (1805)
- Opus 57: Klaversonate nr. 23 i f-mol, Appassionata (1805)
- Opus 58: Klaverkoncert nr. 4 i G-dur (1807)
- Opus 59: Tre strygekvartetter, Rasumovsky-kvartetterne (1806)
  - Strygekvartet nr. 7 i F-dur
  - Strygekvartet nr. 8 i e-mol
  - Strygekvartet nr. 9 i C-dur,
- Opus 60: Symfoni nr. 4 i B-dur (1807)
- Opus 61: Koncert for violin og orkester i D-dur (1808)
- Opus 62: Ouverture - Coriolan (1807)
- Opus 63: Arrangement af strygekvintet (opus 4) for klavertrio (1806)
- Opus 64: Arrangement af klavertrio (opus 3) for klaver og cello (1807)
- Opus 65: Arie - Ah perfido! (1796)
- Opus 66: Variationer for cello over Mozarts Ein Mädchen oder Weibchen (1796)
- Opus 67: Symfoni nr. 5 i c-mol (1808)
- Opus 68: Symfoni nr. 6 i F-dur, Pastorale (1808)
- Opus 69: Sonate for klaver og violincello nr. 3 i A-dur (1808)
- Opus 70: To klavertrioer (1808)
  - Klavertrio nr. 5 i D-dur, Gengangeren
  - Klavertrio nr. 6 i Es-dur
- Opus 71: Blæsesekstet i Es-dur (1796)
- Opus 72a (1805): Opera – Leonore (ældre version af Fidelio, med Leonore-ouverture nr. 2)
- Opus 72b (1806): Opera – Leonore (ældre version af Fidelio, med Leonore-ouverture nr. 3)
- Opus 72c: Fidelio (opera) (1814)
- Opus 73: Klaverkoncert nr. 5 i Es-dur, Kejserkoncerten (1809)
- Opus 74: Strygekvartet nr. 10 i Es-dur, Harpe (1809)
- Opus 75: Seks sange (1809):
  - 'Mignon'
  - 'Neue Liebe neues Leben'
  - 'Aus Goethes Faust: Es war einmal ein König'
  - 'Gretels Warnung'
  - 'An die ferne Geliebte'
  - 'Der Zufriedene'
- Opus 76: Seks variationer for klaver over et originalt tema, D-dur (1809)
- Opus 77: Klaverfantasia (1809)
- Opus 78: Klaversonate nr. 24 i Fis-dur (1809)
- Opus 79: Klaversonate nr. 25 i G-dur (1809)
- Opus 80: Koralfantasia for klaver, kor, og orkester (1808)
- Opus 81a: Klaversonate nr. 26 i Es-dur, Les Adieux (1809)
- Opus 81b: Sekstet i Es-dur (1795)
- Opus 82: Fire ariettaer og en duet (1809)
  - 'Dimmi, ben mio, che m'ami'
  - 'T'intendo si, mio cor'
  - 'L'amante impaziente' (første version)
  - 'L'amante impatiente' (anden version)
  - Duet: 'Odi 'laura che dolce sospira'
- Opus 83: Tre sange (1810)
  - 'Wonne der Wehmut'
  - 'Sehnsucht'
  - 'Mit einem gemalten Band '
- Opus 84: Egmont (ouverture og ledsagemusik) (1810)
- Opus 85: Christus am Ölberge (1803)
- Opus 86: Messe i C-dur (1807)
- Opus 87: Trio for to oboer og et engelskhorn i C-dur (1795)
- Opus 88: Das Glück der Freundschaft (sang) (1803)
- Opus 89: Polonæse i C-dur (1814)
- Opus 90: Klaversonate nr. 27 i e-mol (1814)
- Opus 91: Wellingtons Sejr (Slagsymfoni) (1813)
- Opus 92: Symfoni nr. 7 i A-dur (1813)
- Opus 93: Symfoni nr. 8 i F-dur (1814)
- Opus 94: An die Hoffnung (sang) (1814)
- Opus 95: Strygekvartet nr. 11 i f-mol, Serioso (1810)
- Opus 96: Violinsonate nr. 10 i G-dur (1812)
- Opus 97: Klavertrio nr. 7 i B-dur, Ærkehertugtrioen (1811)
- Opus 98: An die ferne Geliebte (sangcyklus) (1816)
- Opus 99: Der Mann von Wort (sang) (1816)
- Opus 100: Merkenstein (sang) (1814)
- Opus 101: Klaversonate nr. 28 i A-dur (1816)
- Opus 102: To cellosonater (1815)
  - Sonate for klaver og cello nr. 4 i C-dur
  - Sonate for klaver og cello nr. 5 i d-mol.
- Opus 103: Træblæseoktet i Es-dur (1792)
- Opus 104: Strygekvintet (arrangement af Klavertrio nr. 3, 1817)
- Opus 105: Seks samlinger af variationer for klaver og fløjte (1819)
- Opus 106: Klaversonate nr. 29 i B-dur, Hammerklaver (1818)
- Opus 107: Ti samlinger af variationer for klaver og fløjte (1820)
- Opus 108: 25 skotske sange (1818)
- Opus 109: Klaversonate nr. 30 i E-dur (1822)
- Opus 110: Klaversonate nr. 31 i As-dur (1822)
- Opus 111: Klaversonate nr. 32 i c-mol (1822)
- Opus 112: Meeresstille und glückliche Fahrt (for kor og orkester) (1815)
- Opus 113: Ouverture og scenemusik til Die Ruinen von Athen (Athens ruiner; 1811)
- Opus 114: Die Weihe des Hauses (march med korsang) (Husets indvielse; 1822)
- Opus 115: Zur Namensfeier (ouverture) (1815)
- Opus 116: Tramte, empi tremate (sangtrio med orkester) (1802)
- Opus 117: Ouverture til King Stephen (1811)
- Opus 118: Elegischer Gesang (for kor og orkester) (1814)
- Opus 119: 11 nye bagateller for klaver (1822)
- Opus 120: 33 variationer i C-dur for klaver over en vals af Diabelli (Diabelli-variationer) (1823)
- Opus 121: Klavertrio nr. 11 (variationer over Ich bin der Schneider Kakadu) (1803)
- Opus 121b: Opferlied (for kor og orkester) (1822)
- Opus 122: Bundeslied (for kor og orkester) (1824)
- Opus 123: Messe i D-dur (Missa Solemnis) (1822)
- Opus 124: Die Weihe des Hauses (ouverture) (Husets indvielse) (1822)
- Opus 125: Symfoni nr. 9 i d-mol, Korsymfonien (1824)
- Opus 126: Seks bagateller for klaver (1824)
- Opus 127: Strygekvartet nr. 12 i Es-dur (1825)
- Opus 128: Der Kuß (sang) (1822)
- Opus 129: Rondo à Capriccio for klaver i G-dur, Die Wut über den verlorenen Groschen (Raseri over en mistet skilling) (1795)
- Opus 130: Strygekvartet nr. 13 i B-dur (1825)
- Opus 131: Strygekvartet nr. 14 i cis-mol (1826)
- Opus 132: Strygekvartet nr. 15 i a-mol (1825)
- Opus 133: Große Fuge i B-dur for strygekvartet (1826)
- Opus 134: Firhændigt arrangement for klaver af Große Fuge (1826)
- Opus 135: Strygekvartet nr. 16 i F-dur (1826)
- Opus 136: Der glorreiche Augenblick (kantate) (1814)
- Opus 137: Strygekvintet (fuga) i D-dur (1817)
- Opus 138: Leonore nr. 1 (ouverture) (1807)

### Arbejder uden opusnummerering (WoO –Werke ohne Opuszahl)
("Werke ohne Opuszahl", noteret som WoO, tysk for "arbejder uden opusnummer")
- WoO 1: Musik for en Ritterballett
- WoO 2a: Triumfmarch for orkester til Christoph Kuffners tragedie Tarpeja
- WoO 2b: Præludium til anden akt af Tarpeja
- WoO 3: Lykønskningsmenuet for orkester
- WoO 4: Klaverkoncert i Es-dur (soloparti kun med indikationer af orkestrering)
- WoO 5: Sats til violinkoncert i C-dur (fragment)
- WoO 6: Rondo i B-dur for klaver og orkester (fragment), muligvis del af det første udkast til Klaverkoncert nr. 2
- WoO 7: 12 menuetter for orkester
- WoO 8: 12 tyske danse for orkester (senere arrangeret for klaver)
- WoO 9: Seks menuetter for to violiner og cello
- WoO 10: Seks menuetter for orkester (originalversionen gået tabt, kun et arrangement for klaver er bevaret)
- WoO 11: Syv "Ländler" for to violiner og cello (originalversionen gået tabt, kun et arrangement for klaver er bevaret)
- WoO 12: 12 menuetter for orkester (af tvivlsom oprindelse, sandsynligvis af Beethovens bror Carl)
- WoO 13: 12 tyske danse for orkester (kun en version for klaver er bevaret)
- WoO 14: 12 contredanse for orkester
- WoO 15: Seks "Ländler" for to violiner og cello (også arrangeret for klaver)
- WoO 16: 12 ecossaiseer for orkester (af tvivlsom oprindelse)
- WoO 17: 11 "Mödlinger Tänze" for syv instrumenter (af tvivlsom oprindelse)
- WoO 18: March for militærorkester (trio tilføjet senere)
- WoO 19: March for militærorkester (trio tilføjet senere)
- WoO 20: March for militærorkester (trio tilføjet senere)
- WoO 21: Polonæse for militærorkester
- WoO 22: Ecossaise for militærorkester
- WoO 23: Ecossaise for militærorkester (kun et klaverarrangement af Carl Czerny er bevaret)
- WoO 24: March for militærorkester
- WoO 25: Rondo for to oboer, to klarinetter, to valdhorn og to fagoter (original finale til Oktet, opus 103)
- WoO 26: Duet for to fløjter
- WoO 27: Tre duetter for klarinet og fagot (af tvivlsom oprindelse)
- WoO 28: Variationer for to oboer og engelskhorn over 'Là ci darem la mano' fra Wolfgang Amadeus Mozarts opera Don Giovanni
- WoO 29: March for blæsere
- WoO 30: Tre "Equali" for fire basuner (også arrangeret for fire mandlige stemmer)
- WoO 31: Fuga for orgel
- WoO 32: Duet for bratsch og cello, Mit zwei obligaten Augenglasern ("Med to obligate øjeglas")
- WoO 33: Fem stykker for mekanisk klokkespil eller fløjte
- WoO 34: Duet for to violiner
- WoO 35: Kanon for to violiner
- WoO 36: Tre klaverkvartetter
- WoO 37: Trio i G-dur for klaver, fløjte og fagot
- WoO 38: Klavertrio nr. 8 i Es-dur
- WoO 39: Allegretto i B-dur for klavertrio
- WoO 40: 12 variationer for klaver og violin over 'Se vuol ballare' fra Mozarts Figaros Bryllup
- WoO 41: Rondo i G-dur for klaver og violin
- WoO 42: Seks tyske danse for violin og klaver
- WoO 43a: Sonatine for mandolin og cembalo
- WoO 43b: Adagio for mandolin og cembalo
- WoO 44a: Sonatine for mandolin og klaver
- WoO 44b: Andante og variationer for mandolin og cembalo
- WoO 45: 12 variationer for cello og klaver, See the conqu'ring hero comes, fra Georg Friedrich Händels oratorium Judas Maccabaeus
- WoO 46: Syv variationer for cello og klaver over 'Bei Männern, welche Liebe fühlen' fra Mozarts opera Tryllefløjten
- WoO 57: Andante Favori – oprindelig midtersatsen fra Klaversonate nr. 21, Waldstein (1805)
- WoO 59: Für Elise – bagatel i a-mol for soloklaver (1808)
- WoO 63: Ni variationer for klaver over en march af Ernst Christoph Dressler
- WoO 64: Seks variationer for klaver eller harpe over en schweizisk sang
- WoO 65: 24 variationer for klaver over Vincenzio Righinis arie 'Venni Amore'
- WoO 66: 13 variationer for klaver over arien 'Es war einmal ein alter Mann' fra Carl Ditters von Dittersdorfs opera Das rote Kappchen
- WoO 67: Otte variationer for firhændigt klaver over et tema af grev Waldstein
- WoO 68: 12 variationer for klaver over 'Menuet a la Vigano' fra Jakob Haibels ballet La nozza disturbate
- WoO 69: Ni variationer for klaver over 'Quant'e piu bello' fra Giovanni Paisiellos opera La Molinara
- WoO 70: Seks variationer for klaver over 'Nel cor piu non mi sento' fra Giovanni Paisiellos opera La Molinara
- WoO 71: 12 variationer for klaver over den russiske dans fra Paul Wranitzkys ballet Das Waldmädchen
- WoO 72: Otte variationer for klaver over 'Mich brennt ein heifes Firber' fra André Ernest Modeste Grétrys opera Richard Löwenherz
- WoO 73: Ti variationer for klaver over 'La stessa, la stessissima' fra Antonio Salieris opera Falstaff
- WoO 74: Ich denke dein (sang med seks variationer for firhændigt klaver)
- WoO 75: Syv variationer for klaver over 'Kind, willst du ruhig schlafen' fra Peter Winters opera Das unterbrochene Opferfest
- WoO 76: Otte variationer for klaver over 'Tandeln und scherzen' fra Franz Xaver Sussmayrs opera Soliman II
- WoO 77: Seks lette variationer for klaver over et originalt tema
- WoO 78: Syv variationer for klaver over God Save the King
- WoO 79: Fem variationer for klaver over Rule, Britannia
- WoO 80: 32 variationer i c-mol over et originalt tema